# Никоненко, Тимофей Иванович
Тимофей Иванович Никоненко (1908—1977) — красноармеец Рабоче-крестьянской Красной Армии Армии, участник Великой Отечественной войны, Герой Советского Союза (1944).

## Биография
Тимофей Никоненко родился 5 июня 1908 года в селе Шкаровка (ныне — Белоцерковский район Киевской области Украины). После окончания начальной школы работал в колхозе. В 1930—1932 годах проходил службу в Рабоче-крестьянской Красной Армии. В июне 1941 года Никоненко был призван в армию и направлен на фронт Великой Отечественной войны.
К марту 1944 года красноармеец Тимофей Никоненко был стрелком 6-й стрелковой роты 797-го стрелкового полка 232-й стрелковой дивизии 40-й армии 2-го Украинского фронта. Отличился во время форсирования Днестра. В ночь с 25 на 26 марта 1944 года Никоненко первым в своём взводе переправился через Днестр и принял активное участие в боях за захват и удержание плацдарма. Во время ожесточённого сражения за село Бричаны Молдавской ССР Никоненко заменил собой выбывшего из строя командира отделения и поднял подразделение в атаку, первым ворвавшись в село.
Указом Президиума Верховного Совета СССР от 13 сентября 1944 года за «мужество и отвагу, проявленные при форсировании Днестра, и прочное закрепление на правом берегу, обеспечение успешной переправы своим подразделениям» красноармеец Тимофей Никоненко был удостоен высокого звания Героя Советского Союза с вручением ордена Ленина и медали «Золотая Звезда» за номером 4779.
В последующих боях был ранен. После окончания войны Никоненко был демобилизован. Проживал и работал в родном селе. Умер 9 ноября 1977 года.
Был награждён двумя орденами Ленина и рядом медалей.